# 侧格
侧格(缩写：apud）用于标记空间上的并列关系，或在某物旁边(如“在房子旁边”)。这个格在采兹语、别日塔语和一些其他东北高加索语系语言中使用。